# Hypermerina kasyi
Hypermerina kasyi is een vlinder uit de onderfamilie Hemileucinae van de familie van de nachtpauwogen (Saturniidae),.
De wetenschappelijke naam van de soort werd in 1969 gepubliceerd door Claude Lemaire.